# Mircea Popescu
Mircea Popescu (n. 14 octombrie 1919, Fieni, România – d. 17 august 1975, Roma, Italia) a fost un scriitor și jurnalist român. A fost secretar de redacție al Revistei Scriitorilor Români.

### Viața
A absolvit Liceul Gh. Șincai din București (1938), a urmat secția italiană a Facultății de litere și filosofie a Universității din București și pleacă la Roma pentru finalizarea studiilor cu o bursă a Institutului Italian de Cultură din București, obținând licența în Italia în 1942.
Activează ca secretar al Societății Academice Române și redactor la Revista Scriitorilor Români.
După război a condus secția română a postului de radio Roma. Funcționar la președinția Consililui de Miniștri (până în 1972), după care este cadru didactic la Catedra de limbă română a Universității de Stat din Roma. 

## Lucrări
- Saggi di poesia popolare romena, Societatea Academică Română, Roma, 1966

- Poesia romena moderna, Societatea Academică Română, Roma, 1969
- Storia della letteratura romena, Fratelli Fabri, Milano, 1970

## Legături externe
- Lucrări tipărite Arhivat în 2 septembrie 2019, la Wayback Machine. de Popescu, Mircea